# Astrid et Raphaëlle
Pour les articles homonymes, voir Astrid et Raphaëlle.
Astrid et Raphaëlle est une série télévisée policière composée d'épisodes de 52 minutes, créée par Alexandre de Seguins et Laurent Burtin et diffusée depuis le 12 avril 2019 sur France 2.
La série franco-belge est une coproduction de France Télévisions, JLA Productions, Be-Films et la Radio-télévision belge de la Communauté française (RTBF)
,.
Elle met en scène un duo d'enquêtrices : le commandant de police Raphaëlle Coste, une femme impulsive incarnée par Lola Dewaere, et la documentaliste Astrid Nielsen, autiste, interprétée par Sara Mortensen.

## Synopsis
Astrid Nielsen, trente ans, est une femme autiste qui travaille discrètement comme documentaliste pour la police judiciaire, et connaît chaque dossier dont elle s'est occupée.
Elle rencontre Raphaëlle Coste, alors responsable d'une enquête sur des suicides de médecins. Ces deux femmes solitaires s'apprivoisent, Astrid offrant à Raphaëlle une méthodologie, Raphaëlle apportant en retour à Astrid une aide comportementale.
Astrid utilise sa mémoire et son sens du détail pour résoudre des affaires criminelles.

## Distribution

### Acteurs principaux

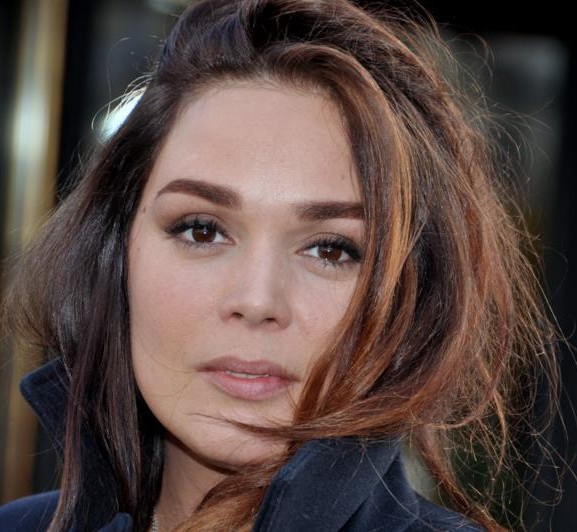
Lola Dewaere incarne le commandant Raphaëlle Coste.

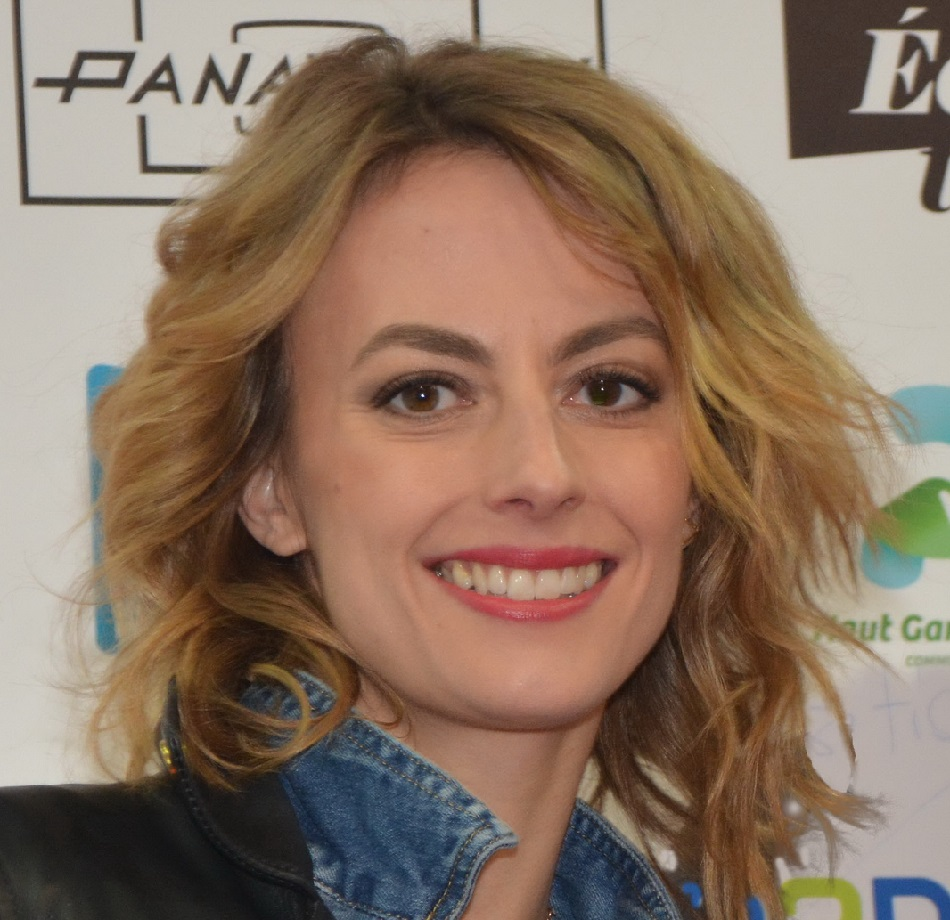
Sara Mortensen incarne la documentaliste Astrid Nielsen.

#### DPJ
- Daniel Njo Lobé (pilote) / Jean-Louis Garçon (à partir de la première saison) : commissaire Carl Bachert
- Lola Dewaere : commandant Raphaëlle Coste
  - Chloé Chevallier : Raphaëlle enfant
- Benoît Michel : capitaine Nicolas Perran
- Meledeen Yacoubi : lieutenant Arthur Enghien (saisons 1 à 3)
- Sophia Yamna : Norah Mansour (depuis la saison 4)

#### Documentation criminelle
- Sara Mortensen : Astrid Nielsen, documentaliste
  - Sylvie Filloux : Astrid Nielsen, adolescente
- Geoffroy Thiebaut : Alain Gaillard, directeur de la documentation criminelle et tuteur d'Astrid (principal saison 1, invité saisons 2 et 3)
- Laurent Lévy : Gilles, employé de la documentation criminelle (récurrent saison 1, invité saisons 2 et 3)

#### Médecin légiste
- Husky Kihal : Henry Fournier, le médecin légiste

#### Police scientifique
- Bruce Tessore : Julien Frédéric, technicien principal de la scientifique

#### Procureur
- Hubert Delattre : procureur Mathias Forest (saison 2)

#### Famille d'Astrid Nielsen
- Aliocha Itovich : Angus Nielsen, père d'Astrid (récurrent saison 1, invité saisons 2 et 3)
- Elisabeth Mortensen : Mathilde Nielsen, mère d'Astrid
- Handy Gedio : Niels, le demi-frère d'Astrid (saison 4)

#### Famille de Raphaëlle Coste
- Timi-Joy Marbot : Théo Coste, fils de Raphaëlle
- Michel Bompoil : Philippe Coste, père de Raphaëlle et politicien.
- Octave Balekdjian : Benjamin Coste, grand frère de Raphaëlle, décédé
- Julie Arnold : Patricia, mère de Raphaëlle (saison 5)

#### Groupe de parole des personnes autistes
- Jean-Benoît Souilh : William Thomas, animateur du groupe
  - Hugo Horiot : Paul Thomas, médecin et frère de William (saison 1, épisode 7 / saison 2, épisode 8 / saison 4, épisode 5)
  - Eléa Folcher : Camille Berezin, petite amie de William
- Clément Lagouarde : Max, polyglotte
- Lizzy Brynn : Alice, astronome
- Clément Langlais : Benoît
- Angélique Bridoux : Camille (depuis la saison 3)

#### Autres personnages
- Kengo Saito : Tetsuo Tanaka, neveu de l'épicier puis petit-ami d'Astrid (depuis la saison 2)
- Akihiro Nishida : Apu Tanaka, épicier d'Astrid
- Valérie Kaprisky : Anne Langlais (saison 3), formatrice à l'école de police

## Production

### Genèse et développement
L'idée de cette série remonte à 2017, ses producteurs souhaitant créer un polar dont l'un des personnages principaux serait autiste. Le scénariste Alexandre de Seguins a rencontré Jean-Sébastien Bouilloux, travaillant pour le producteur Jean-Luc Azoulay ; le pilote est accepté pour diffusion sur France 2, en remplacement de la série Caïn. Hippolyte Dard et Elsa Bennet sont les réalisateurs de l'épisode pilote. Six autres épisodes seront commandés si le pilote rencontre son public.
Le 25 avril 2019, Sara Mortensen annonce sur son compte Instagram que, à la suite du succès du pilote, France 2 a commandé six épisodes de 52 minutes : « diffusé le 12 avril dernier, le pilote de 90 minutes avait réalisé de solides audiences. Le nouveau duo d'héroïnes de France 2 aura désormais droit à une saison entière. Après avoir réuni cinq millions de téléspectateurs en avril le soir de la diffusion du pilote (20,7 % de part d’audience), Astrid et Raphaëlle vient d'obtenir le feu vert de France 2 pour une saison 1 constituée de six épisodes de 52 minutes ».

### Tournage
La « Documentation criminelle » où travaille Astrid est en fait le bâtiment des Archives départementales du Val-de-Marne, reconnaissable sur les images filmées par un drone et apparaissant dans la série.
Le tournage de la saison 1 a lieu entre octobre 2019 et janvier 2020 pour une diffusion au printemps 2020,.
Le tournage de la saison 2 a lieu du 3 août au 8 décembre 2020. Les acteurs invités sont Pierre Palmade, puis Hubert Delattre, Alysson Paradis, Gérard Majax, Ingrid Juveneton, Kentaro et Richard Gotainer.
Les tournages des quatre premiers épisodes de la saison 3 ont lieu du 30 août au 28 octobre 2021, les acteurs invités sont Valérie Kaprisky, Stéphane Guillon, Bruno Wolkowitch et Michaël Cohen,. Les quatre derniers épisodes sont tournés du 2 novembre au 21 décembre 2021.
Le tournage de la saison 4 se déroule du 16 août au 6 décembre 2022 à Paris et dans la région parisienne. Les invités annoncés sont Tom Villa, Philippe Chevallier, Stomy Bugsy, Xavier Gallais, Jean-Baptiste Guégan et Hélène Médigue.
L'épisode spécial crossover avec Alexandra Ehle est tourné du 20 septembre au 16 octobre 2023 à Bordeaux et ses environs,.
Le tournage de la saison 5 a lieu du 3 novembre au 22 décembre 2023 pour les épisodes 1 à 4 et reprend du 4 mars au 25 avril 2024 pour les épisodes suivants. Les invités connus sont Julie Arnold, Michel Bompoil, Aurélien Wiik et Lorie Pester,. Le dernier épisode de la cinquième saison s’achève sur un cliffhanger, laissant supposer une nouvelle saison à venir.
Le tournage de la saison 6 a lieu du 9 janvier au 25 février 2025 dans la région parisienne et reprend du 24 mars au 13 mai 2025 pour les épisodes suivants.

### Fiche technique
Sauf indication contraire, les informations mentionnées dans cette section peuvent être confirmées par la base de données cinématographiques IMDb,  présente dans la section « Liens externes ».
- Titre original : Astrid et Raphaëlle
- Création : Alexandre de Seguins et Laurent Burtin
- Réalisation : Elsa Bennett, Frédéric Berthe, Hippolyte Dard, Éric Le Roux, Chloé Micout (saison 3 épisodes 1 à 4), Julien Seri (saison 3 épisodes 5 à 8), François Ryckelynck (saison 4 épisodes 1 à 4), Corinne Bergas (saison 4 épisodes 5 à 8), Julien Seri (saison 5 épisodes 1 à 4) et David Ferrier (saison 5 épisodes 5 à 8)
- Scénario : Alexandre de Seguins et Laurent Burtin
- Musique : Erwann Kermorvant
- Direction artistique : Olivier Geyer
- Décors : Jiri Hanibal Jr
- Production : Jean-Luc Azoulay et Jean-Sébastien Bouilloux
- Sociétés de production : JLA Productions, France Télévisions, Be-Films, RTBF (télévision belge)[1],[2]
- Société de distribution : France Télévisions
- Pays de production :  France /  Belgique
- Langue originale : français
- Format : couleur
- Genre : thriller, policier
- Durée : 90 minutes (pilote) ; 52 minutes (épisodes)
- Dates de diffusion :
  - Belgique : depuis le 14 mars 2019 sur La Une
  - Suisse romande : depuis le 26 mars 2019 sur RTS Un
  - France : depuis le 12 avril 2019 sur France 2

## Épisodes
À la suite des bonnes audiences réalisées par le pilote, France 2 commande une première saison de huit épisodes de 52 minutes (initialement six). Pour une raison inexpliquée, les épisodes 5 et 7 ont changé de nom. Initialement intitulés respectivement L'Esprit de famille et La Nuit du mort-vivant, ils ont été diffusés sous les titres Fulcanelli et La Mort et Compagnie[réf. nécessaire].

### Pilote
1. Puzzle

### Première saison (2020)
La saison 1 est diffusée sur France 2 avec deux épisodes à la suite du 13 mars au 3 avril 2020.
1. Hantise (1/2)
2. Hantise (2/2)
3. Chaînon manquant
4. Chambre close
5. Fulcanelli (initialement : L'Esprit de famille)
6. L'Homme qui n'existait pas
7. La Mort et Compagnie (initialement : La Nuit du mort-vivant)
8. Invisible

### Deuxième saison (2021)
La saison 2 est diffusée sur France 2 avec deux épisodes à la suite du 21 mai au 11 juin 2021.
1. L'Étourneau
2. Irezumi
3. Le Paradoxe de Fermi
4. Point d'orgue
5. Circé
6. Golem
7. Le Livre
8. En garde à vue

### Troisième saison (2022)
La saison 3 est diffusée sur France 2 avec deux épisodes à la suite à partir du 26 août 2022.
1. Plan global
2. Memento Mori
3. Natifs
4. La Chambre ouverte
5. Témoin
6. Sang d'or
7. Les Fleurs du mal
8. En souterrain

### Quatrième saison (2023)
La saison 4 est diffusée sur France 2 à partir du 10 novembre 2023.
1. L'Œil du dragon
2. Les 1001 nuits
3. 30 000 pieds ou 10 000 mètres[24],[25]
4. Immortel
5. Sacrifice du fou
6. La Passagère du temps
7. L'Ankou
8. Coupable

### Épisode spécial:Œil pour œil
Crossover avec Alexandra Ehle. La diffusion commence par la Belgique le 22 février 2024 sur La Une. En France, l'épisode sera diffusé le 1er novembre 2024 sur France 2.

### Cinquième saison (2024)
La saison 5 est diffusée sur la Une de la RTBF à partir du 31 octobre 2024 et sur France 2 à partir du 8 novembre 2024.
1. On ne meurt qu'une seule fois
2. Mais c'est pour si longtemps
3. Mandala
4. Le dernier des Aztèques
5. Le baptême des morts
6. Loup y es-tu ?
7. On achève bien les jockeys
8. Un mariage et quatre enterrements

## Accueil

### Audiences en France
En France, le pilote attire 4,22 millions de téléspectateurs, soit 19,5 % de parts de marché, ce qui assure théoriquement la diffusion de huit autres épisodes sur France 2. En Belgique, le pilote a réuni 236 000 téléspectateurs, lors de sa diffusion sur La Une.
Les épisodes du tableau ci-dessous sont présentés dans l'ordre de diffusion sur France 2.

#### Pilote
| No épisode | 1re diffusion France | Titre  | Nb de téléspectateurs | Part d'audience | Acteurs invités              | Source audience | Rang de la soirée |
| ---------- | -------------------- | ------ | --------------------- | --------------- | ---------------------------- | --------------- | ----------------- |
| 0          | 12 avril 2019        | Puzzle | 4 220 000             | 19,5 %          | Linda Massoz, Julien Prévost | [ 30 ]          | 2                 |

#### Saison 1
| No épisode | 1re diffusion France | Titre                      | Nb de téléspectateurs | Part d'audience | Acteurs invités                  | Source audience | Rang de la soirée |
| ---------- | -------------------- | -------------------------- | --------------------- | --------------- | -------------------------------- | --------------- | ----------------- |
| 1          | 13 mars 2020         | Hantise - Partie 1         | 3 900 000             | 16,3 %          | Kamel Isker, Sarah Haxaire       | [ 31 ]          | 2                 |
| 2          | 13 mars 2020         | Hantise - Partie 2         | 3 470 000             | 16,4 %          | Charlélie Couture                | [ 31 ]          | 2                 |
| 3          | 20 mars 2020         | Chaînon manquant           | 4 990 000             | 18 %            | Richard Gotainer, Benjamin Egner | [ 32 ]          | 2                 |
| 4          | 20 mars 2020         | Chambre close              | 4 330 000             | 17,6 %          | Stéphane Guillon, Ariel Wizman   | [ 32 ]          | 2                 |
| 5          | 27 mars 2020         | Fulcanelli                 | 4 760 000             | 17,1 %          | Daniel Mesguich                  | [ 33 ]          | 2                 |
| 6          | 27 mars 2020         | L'homme qui n'existait pas | 4 260 000             | 17,9 %          | Fauve Hautot, Anne Le Nen        | [ 33 ]          | 2                 |
| 7          | 3 avril 2020         | La mort et compagnie       | 5 240 000             | 18,2 %          | Raphael Mezrahi, Hugo Horiot     | [ 34 ]          | 2                 |
| 8          | 3 avril 2020         | Invisible                  | 4 750 000             | 19,1 %          | Vincent Moscato, Gérard Miller   | [ 34 ]          | 2                 |

- Les plus hauts chiffres d'audience
- Les plus bas chiffres d'audience

#### Saison 2
| No épisode | 1re diffusion France | Titre                | Nb de téléspectateurs | Part d'audience | Acteurs invités                                 | Source audience | Rang de la soirée |
| ---------- | -------------------- | -------------------- | --------------------- | --------------- | ----------------------------------------------- | --------------- | ----------------- |
| 1          | 21 mai 2021          | L'étourneau          | 5 230 000             | 21,9 %          | Pierre Palmade, Gérard Majax                    | [ 35 ]          | 2                 |
| 2          | 21 mai 2021          | Irezumi              | 4 480 000             | 20,6 %          | Richard Gotainer, Kentaro                       | [ 35 ]          | 2                 |
| 3          | 28 mai 2021          | Le paradoxe de Fermi | 5 060 000             | 21,7 %          | Alysson Paradis, Viktor Vincent                 | [ 36 ]          | 2                 |
| 4          | 28 mai 2021          | Point d'orgue        | 4 520 000             | 20,7 %          | Ingrid Juveneton, Brigitte Aubry                | [ 36 ]          | 2                 |
| 5          | 4 juin 2021          | Circé                | 5 250 000             | 22 %            | Sophie Duez, Louisy Joseph, Sébastien Chartier  | [ 37 ]          | 2                 |
| 6          | 4 juin 2021          | Golem                | 4 750 000             | 22 %            | Mathieu Delarive, Avy Marciano, Félicité Chaton | [ 37 ]          | 2                 |
| 7          | 11 juin 2021         | Le livre             | 4 370 000             | 19,6 %          | Tom Novembre, Paloma Coquant, Michel Bompoil    | [ 38 ]          | 2                 |
| 8          | 11 juin 2021         | En garde à vue       | 4 170 000             | 19,5 %          | Émilie Dequenne, Hugo Horiot                    | [ 38 ]          | 2                 |

- Les plus hauts chiffres d'audience
- Les plus bas chiffres d'audience

#### Saison 3
| No épisode           | 1re diffusion France | Titre                | Nb de téléspectateurs | Part d'audience | Acteurs invités                     | Source audience | Rang de la soirée |
| -------------------- | -------------------- | -------------------- | --------------------- | --------------- | ----------------------------------- | --------------- | ----------------- |
| 1                    | 26 août 2022         | Plan global          | 5 070 000             | 28,4 %          | Camille de Pazzis, Michaël Cohen    | [ 39 ]          | 1                 |
| 2                    | 26 août 2022         | Memento Mori         | 4 650 000             | 28,8 %          | Caroline Le Moing, Bruno Wolkowitch | [ 39 ]          | 1                 |
| 3                    | 2 septembre 2022     | Natifs               | 5 370 000             | 27,3 %          | Valérie Kaprisky, Ben Feitelson     | [ 40 ]          | 1                 |
| 4                    | 2 septembre 2022     | La chambre ouverte   | 4 680 000             | 27 %            | Catherine Zavlav, Stéphane Guillon  | [ 40 ]          | 1                 |
| 5                    | 9 septembre 2022     | Témoin               | 5 600 000             | 28,6 %          | Lilou Fogli, Aksel Rivière          | [ 41 ]          | 1                 |
| 6                    | 9 septembre 2022     | Sang d'or            | 4 870 000             | 28,1 %          | Florence Thomassin, Ivan Franek     | [ 41 ]          | 1                 |
| 7                    | 16 septembre 2022    | Les fleurs du mal    | 5 390 000             | 26,8 %          | Virginie Kartner, Philippe Duquesne | [ 42 ]          | 1                 |
| 8                    | 23 septembre 2022    | En souterrain        | 5 180 000             | 25,2 %          | Olivier Rabourdin, Roger Cornillac  | [ 43 ]          | 1                 |
|                      |                      |                      |                       |                 |                                     |                 |                   |
| Moyenne de la saison | Moyenne de la saison | Moyenne de la saison | 4 960 000             | 27,3 %          |                                     | [ 44 ]          | 1                 |

- Les plus hauts chiffres d'audience
- Les plus bas chiffres d'audience

#### Saison 4
| No épisode           | 1re diffusion France | Titre                 | Nb de téléspectateurs | Part d'audience | Acteurs invités                                                               | Source audience | Rang de la soirée |
| -------------------- | -------------------- | --------------------- | --------------------- | --------------- | ----------------------------------------------------------------------------- | --------------- | ----------------- |
| 1                    | 10 novembre 2023     | L'Œil du dragon       | 5 490 000             | 27,7 %          | Tom Villa, Bernard Chabin, Damien Boisseau, Angèle Rohé                       | [ 45 ]          | 1                 |
| 2                    | 10 novembre 2023     | Les 1001 nuits        | 4 620 000             | 26,2 %          | Philippe Chevallier, Nassima Benchicou, Mylène Tombonato, Shady Nafar         | [ 45 ]          | 1                 |
| 3                    | 17 novembre 2023     | 10 000 mètres         | 5 360 000             | 26,4 %          | Magali Heu, Stomy Bugsy, Jean-Baptiste Guegan, Guillaume Toucas               | [ 46 ]          | 1                 |
| 4                    | 24 novembre 2023     | Immortel              | 5 110 000             | 26,5 %          | Philippe Chevallier, Xavier Gallais, Ruben Badinter, Dorothée Brière          | [ 47 ]          | 1                 |
| 5                    | 1er décembre 2023    | Le sacrifice du fou   | 5 180 000             | 25,9 %          | Philippe Chevallier, David Strajmayster, Damien Jouillerot, Sacha Tarantovich | [ 48 ]          | 1                 |
| 6                    | 8 décembre 2023      | La passagère du temps | 5 390 000             | 27,7 %          | Franck Sémonin, Julie Delarme, Augustin Bonhomme, Sabine Perraud              | [ 49 ]          | 1                 |
| 7                    | 15 décembre 2023     | L'Ankou               | 5 020 000             | 24,9 %          | Philippe Chevallier, Stéphane Boucher, Marie-Ange Casta, Théo Curin           | [ 50 ]          | 1                 |
| 8                    | 22 décembre 2023     | Coupable              | 5 160 000             | 25,5 %          | Catherine Marchal, Lola Marois, Christophe Mazière, Ludovic Laroche           | [ 51 ]          | 1                 |
|                      |                      |                       |                       |                 |                                                                               |                 |                   |
| Moyenne de la saison | Moyenne de la saison | Moyenne de la saison  | 5 160 000             | 23,5 %          |                                                                               | [ 52 ]          | 1                 |

- Les plus hauts chiffres d'audience
- Les plus bas chiffres d'audience

#### Crossover avecAlexandra Ehle
| No épisode | 1re diffusion France | Titre        | Nb de téléspectateurs | Part d'audience | Acteurs invités                 | Source audience | Rang de la soirée |
| ---------- | -------------------- | ------------ | --------------------- | --------------- | ------------------------------- | --------------- | ----------------- |
| 1          | 1er novembre 2024    | Œil pour œil | 5 370 000             | 28,9 %          | Julie Depardieu, Bernard Yerlès | [ 53 ]          | 1                 |

#### Saison 5
| No épisode           | 1re diffusion France | Titre                             | Nb de téléspectateurs | Part d'audience | Acteurs invités                                        | Source audience | Rang de la soirée |
| -------------------- | -------------------- | --------------------------------- | --------------------- | --------------- | ------------------------------------------------------ | --------------- | ----------------- |
| 1                    | 8 novembre 2024      | On ne meurt qu'une seule fois     | 5 470 000             | 28,7 %          | Lorie Pester, Aurélien Wiik                            | [ 54 ]          | 1                 |
| 2                    | 8 novembre 2024      | Mais c'est pour si longtemps      | 5 190 000             | 30,5 %          | Lorie Pester, Aurélien Wiik                            | [ 54 ]          | 1                 |
| 3                    | 15 novembre 2024     | Mandala                           | 4 610 000             | 23,6 %          | Emmanuel Dorand, Jacky Nercessian                      | [ 55 ]          | 1                 |
| 4                    | 22 novembre 2024     | Le dernier des Aztèques           | 4 550 000             | 21,9 %          | Kevin Meffre, Charles Clément                          | [ 56 ]          | 2                 |
| 5                    | 29 novembre 2024     | Le baptême des morts              | 4 514 000             | 24,5 %          | Jérôme Pauwels, Ariane Zantain, Sarah-Cheyenne Santoni | [ 57 ]          | 1                 |
| 6                    | 6 décembre 2024      | Loup y es-tu ?                    | 5 157 000             | 27,8 %          | Charlotte Gaccio, Doudou Masta, Nafy Souare            | [ 58 ]          | 1                 |
| 7                    | 13 décembre 2024     | On achève bien les jockeys        | 4 843 000             | 24,6 %          | Lara Tavella, Védian Campo                             | [ 59 ]          | 1                 |
| 8                    | 20 décembre 2024     | Un mariage et quatre enterrements | 4 777 000             | 24,4 %          | Alex Goude, Stéphane Guillon                           | [ 60 ]          | 1                 |
|                      |                      |                                   |                       |                 |                                                        |                 |                   |
| Moyenne de la saison | Moyenne de la saison | Moyenne de la saison              | 4 890 000             | 25,8 %          |                                                        | [ 61 ]          | 1                 |

- Les plus hauts chiffres d'audience
- Les plus bas chiffres d'audience

Le pilote Puzzle est rediffusé sur France 2 le vendredi 10 avril 2020 à 21 h 5 et rassemble 4,89 millions de téléspectateurs soit 18,3 % de part de marché.

### Critiques
D'après Julia Fernandez d'Allociné, la scène du groupe de paroles entre personnes autistes est l'une des plus réussies dans l'épisode pilote, la faiblesse de cet épisode résidant dans une certaine prévisibilité du dénouement de l'enquête policière.
Lors de la diffusion du pilote, le magazine belge Moustique constate une forte ressemblance avec la série américaine Good Doctor : « Comme Shawn Murphy, Astrid vit une situation familiale difficile mais peut compter sur l'aide de son tuteur. Comme le jeune médecin, elle est sortie de l'isolement provoqué par son atypie neurologique — grâce à son job —, mais doit régulièrement faire face à l'incompréhension de ceux qui ne savent pas. »
Lors du démarrage de la première saison, ce magazine insiste sur la difficulté des scénaristes d'inventer des histoires autour de « personnages en situation de handicap » : « Ils doivent slalomer entre l'intérêt de l'histoire, le respect du politiquement correct et le souci d'éviter la caricature, dans laquelle il est facile de tomber pour le plaisir d'un moment d'émotion ou d'une scène drôle. » Le journaliste estime le pari plutôt réussi : « Sans éviter tous les écueils, la série tient vraiment la route et arrive à ne traiter l'autisme d'Astrid que comme un élément et non une définition de la jeune femme. »

## Caractéristiques
D'après l'actrice Lola Dewaere, ce polar permet « un autre regard sur la différence ». La série s'apparente à un remix de Sherlock Holmes au féminin.
Le personnage d'Astrid Nielsen présente de nombreux points communs avec celui d'Extraordinary Attorney Woo.
D'après l'un des scénaristes, Alexandre de Seguins, le personnage d'Astrid, qu'il veut le plus éloigné possible du cliché de l'autiste de génie, est inspiré de la lecture des ouvrages de Temple Grandin, qui lui ont « donné les éléments sur sa façon de voir le monde, les difficultés du quotidien ». Il s'est aussi inspiré de sa rencontre et de discussions avec Josef Schovanec, ainsi que d'une dizaine de personnes autistes qui ont lu et commenté les textes des épisodes.
L'un des trois coauteurs de la série a été diagnostiqué autiste. Hugo Horiot, acteur autiste, joue un personnage neurotypique dans l'épisode 7 de la saison 1, que l'on retrouve dans les saisons 2 et 4.

### Placement de produit
Un placement de produit pour la société Cofidis se retrouve dans chacun des épisodes de la saison 1 : une affiche de la société de crédit à la consommation apparaît très visiblement dans plusieurs scènes, placardée sur un mur ou dans une vitrine. L'insertion des visuels est réalisée en post-production par la société Mirriad.

## Commercialisation en DVD
- Le 15 juillet 2020 sortie en DVD de la saison 1[68].
- Le 3 juin 2021 sortie en DVD de la saison 2[69].
- Le 5 octobre 2021 sortie du coffret des saisons 1 et 2[70].
- Le 23 septembre 2022 sortie en DVD de la saison 3 et du coffret des 3 saisons[71].
- Le 7 décembre 2023 sortie en DVD de la saison 4 et du coffret des 4 saisons[72].
- Le 10 janvier 2025 sortie en DVD de la saison 5[73].